# Leonard A. Herzenberg

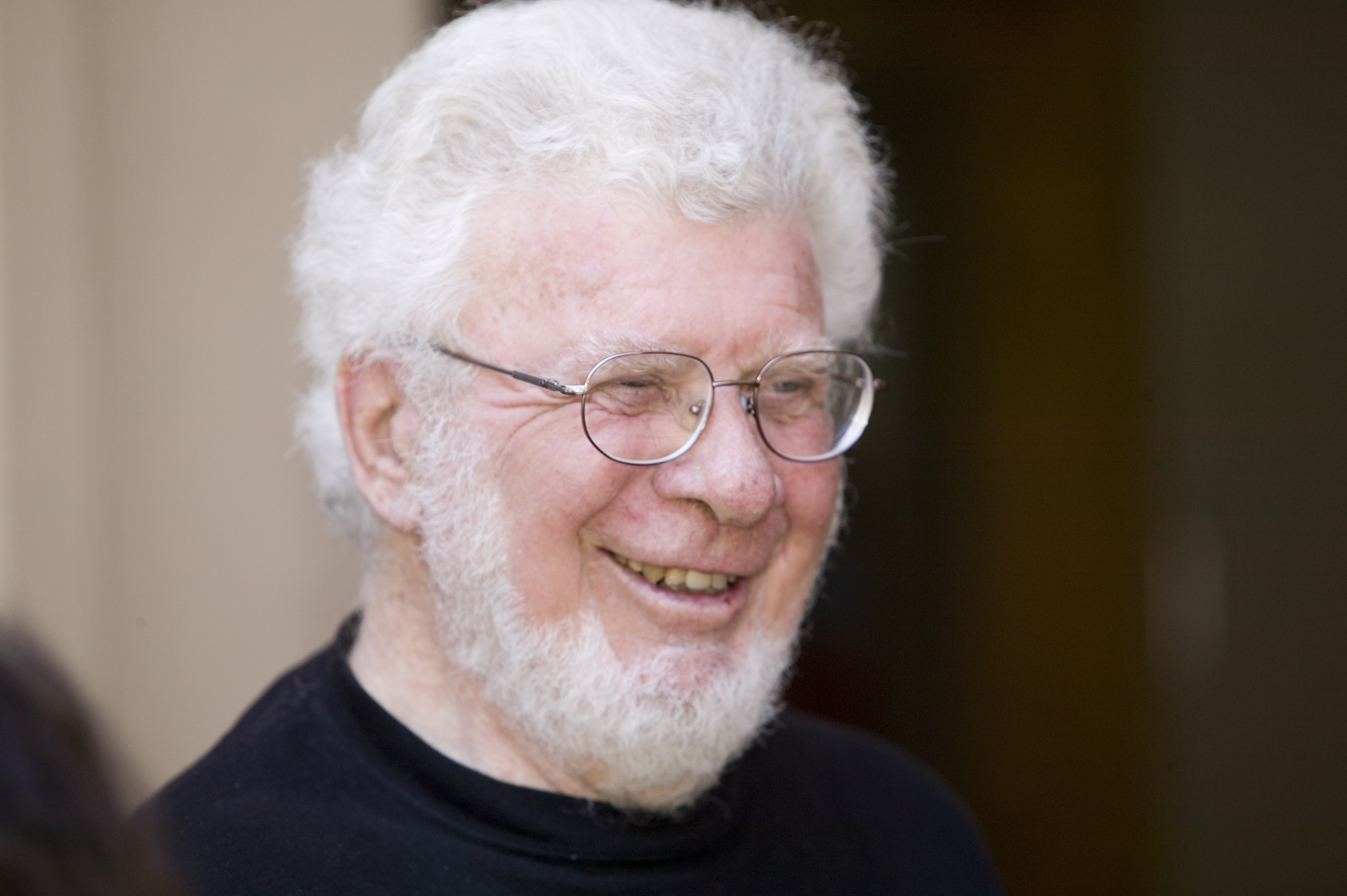
Leonard A. Herzenberg

Leonard Arthur „Len“ Herzenberg (* 5. November 1931 in New York City; † 27. Oktober 2013 in Stanford, Kalifornien) war ein US-amerikanischer Biochemiker, Genetiker und Immunologe. Er war Professor an der Stanford University. Er ist bekannt für die Erfindung (1970) eines Verfahrens der Durchflusszytometrie (FACS, Fluorescence activated cell sorting), mit der markierte Zellen in hohem Tempo sortiert werden können.
Herzenberg studierte Biologie und Chemie am Brooklyn College mit dem Bachelor-Abschluss 1952 und wurde 1955 in Biochemie und Immunologie am Caltech promoviert. Als Post-Doktorand war er als Stipendiat der American Cancer Foundation am Institut Pasteur in Paris und ab 1957 forschte er an den National Institutes of Health. Ab 1959 war er an der Stanford University, wo er Professor für Genetik wurde. Er leitete dort mit seiner Frau Leonore „Lee“ Herzenberg ein eigenes Labor.
Er forschte auch zu Mikrochimärismus und fand 1979 männliche Blutzellen im Blut mit Jungen schwangerer Frauen. Er brachte nach einem Aufenthalt bei César Milstein frühzeitig Hybridom-Technik in die USA und entwickelte monoklonale Antikörper in seinem Labor.
1982 wurde Herzenberg in die National Academy of Sciences gewählt. 2006 erhielt er den Kyoto-Preis.
Seine Tochter Jana Herzen ist Singer-Songwriterin und Gründerin von Motéma Records.